# Hugues Capet
Hugues Capet (khoảng 940 – 24 tháng 10 năm 996) là Vua Pháp đầu tiên của vương triều Capet từ khi được bầu làm vua kế vị cho Louis V nhà Caroling năm 987 cho tới khi băng hà. Là con trai của một vị công tước người Pháp, Hugues le Grand và vợ Hedwige xứ Sachsen. Hugh là hậu duệ của các con trai của Hoàng đế Charlemagne là Louis Mộ đạo và Pepin của Ý thông qua mẹ và bà nội của ông, và cũng là cháu trai của Otto Đại đế.
Vương triều do ông thành lập đã cai trị nước Pháp trong gần 3,5 thế kỷ, từ năm 987 đến năm 1328 trong dòng cao cấp, sau đó các chi nhánh đã tiếp tục cai trị Pháp cho đến năm 1848 (với thời gian gián đoạn từ năm 1792 đến năm 1814). Một số nhánh Bourbon của Vương tộc Capet vẫn còn cai trị Tây Ban Nha và Luxembourg cho đến tận ngày nay.

## Dòng dõi và thừa kế
Là con trai của Hugh Vĩ đại, Công tước xứ Franks và Hedwige xứ Sachsen, con gái của Vua La Mã Đức Heinrich Người săn chim. Hugh sinh vào khoảng giữa năm 938 và năm 941. Ông sinh ra trong một gia đình có quyền lực, với nhiều mối quan hệ với hoàng gia Pháp và Đức.
Thông qua mẹ của mình, Hugh là cháu trai của Otto I của Thánh chế La Mã; Henry I, Công tước xứ Bayern; Bruno Vĩ đại, Tổng giám mục Cologne; và cuối cùng là Gerberga xứ Sachsen, Vương hậu của Pháp. Gerberga là vợ của Louis IV, Vua của Pháp và là mẹ của Lothaire của Pháp và Charles, Công tước xứ Hạ Lorraine.
Gia đình bên phía nội của ông thuộc gia tộc Robertians, là những chủ đất có thế lực ở Île-de-France. Ông nội của ông là Vua Robert I. Vua Odo là ông bác (granduncle) của ông và Emma của Pháp, vợ của Vua Rudolph, là dì của ông. [10] Bà nội của Hugh, Beatrice xứ Vermandois là một hậu duệ của Hoàng đế Charlemagne.

## Sự trỗi dậy của người Robertians
Cuối thế kỷ thứ IX, hậu duệ của Robert Mạnh mẽ trở nên không thể thiếu trong việc thực hiện các chính sách của hoàng gia. Khi quyền lực của Carolingian suy yếu, các quý tộc lớn của Tây Francia bắt đầu khẳng định rằng chế độ quân chủ là được bầu chọn, chứ không phải cha truyền con nối, và hai lần chọn người nhà Robertians (Odo I (888–898) và Robert I (922–923)) làm vua, thay vì người nhà Carolingians.
Robert I, cha của Hugh Vĩ đại, được con rể của ông, Rudolph xứ Burgundy, kế vị trở thành Vua của Frank. Khi Rudolph qua đời vào năm 936, Hugh Vĩ đại phải quyết định xem liệu ông có nên đòi lại ngai vàng cho mình hay không. Để giành lấy ngai vàng, ông sẽ phải mạo hiểm thông qua một cuộc bầu cử, mà ông sẽ phải cạnh tranh với Herbert II, Bá tước xứ Vermandois, cha của Hugh, Tổng giám mục xứ Reims, và liên minh với Heinrich Người săn chim, Vua của La Mã Đức; và với Hugh Đen, Công tước xứ Burgundy, anh trai của vị vua quá cố. Để ngăn chặn các đối thủ của mình, Hugh Vĩ đại đã đưa Louis d'Outremer, con trai của Charles III của Pháp, đang sống lưu vong tại triều đình Athelstan của Anh trở về Pháp để lên ngôi vua, với vương hiệu là Louis IV.
Hành động này đã giúp Hugh trở thành người quyền lực nhất nước Pháp trong nửa đầu thế kỷ X. Sau khi nắm quyền, Louis IV đã phong cho ông danh hiệu dux Francorum ("Công tước xứ Franks"). Louis cũng (có lẽ bị áp lực) chính thức tuyên bố Hugh là "the second after us in all our kingdoms". Hugh cũng giành được quyền lực khi Herbert II xứ Vermandois qua đời vào năm 943, vì thân vương quốc quyền lực của Herbert sau đó được chia cho bốn người con trai của ông.
Hugh Vĩ đại thống trị một vùng rộng lớn của miền Trung nước Pháp, từ Orléans và Senlis đến Auxerre và Sens, trong khi nhà vua khá giới hạn ở khu vực phía Đông Bắc của Paris (Compiègne, Laon, Soissons).

## Chế độ quân chủ của Pháp vào thế kỷ thứ 10
Vương quốc mà Hugh lớn lên, và một ngày nào đó ông sẽ trở thành vua, có chút tương đồng với nước Pháp hiện đại. Những người tiền nhiệm của Hugh không tự gọi mình là Vua của Pháp, và danh hiệu đó cũng không được những người kế vị của ông sử dụng cho đến thời hậu duệ của ông là Vua Philip II. Các vị vua cai trị với tên rex Francorum ("Vua của Franks"), tước hiệu vẫn được sử dụng cho đến năm 1190 (nhưng lưu ý việc sử dụng FRANCORUM REX của Vua Louis XII vào năm 1499, Vua Francis I vào năm 1515, và Vua Henry II khoảng 1550, cũng như trên các đồng tiền của Pháp cho đến thế kỷ XVIII.) Các vùng đất mà họ cai trị chỉ bao gồm một phần nhỏ của Đế chế Carolingian trước đây. Vùng đất phía Đông Frankish, Đế chế La Mã Thần thánh, được cai trị bởi Vương triều Otto, đại diện là người anh em họ đầu tiên của Hugh là Hoàng đế Otto II và sau đó là Hoàng đế Otto III. Các vùng đất phía Nam Sông Loire phần lớn đã không còn là một phần của vương quốc Tây Francia trong những năm sau khi Charles III của Pháp bị phế truất vào năm 922. Cả Công quốc Normandy và Công quốc Burgundy phần lớn đều độc lập và Công quốc Brittany cũng tương tự — mặc dù từ năm 956 Burgundy được cai trị bởi anh em của Hugh là Otto và Henry.